# 1963 (singolo)
1963 è un brano appartenente al gruppo rock-synthpop britannico New Order, pubblicato originariamente come lato B di True Faith nel 1987 (entrambi apparsi nell'antologia Substance dello stesso anno) e poi pubblicato come singolo a sé stante nel gennaio 1995 in un mix per la radio realizzato dal collaboratore Arthur Baker.

## Testo
In New Order Music 1981–89, il cantante e paroliere del gruppo Bernard Sumner raccontò di aver scritto il testo di 1963 ispirandosi all'assassinio di John F. Kennedy, avvenuto proprio nel 1963, con un'impostazione tongue-in-cheek. Sumner, di fatto, immaginò che Kennedy avesse «ingaggiato Lee Harvey Oswald per sparare a sua moglie, per poter così sposare finalmente Marilyn Monroe». Quest'ultima, sempre secondo l'immaginazione di Sumner, dopo la morte del presidente a causa dell'errore del cecchino, si sarebbe suicidata per la disperazione (fatto impossibile dato che Marilyn Monroe morì nel 1962, un anno prima del tragico evento) e Oswald sarebbe stato successivamente ucciso dal suo capo per aver ammazzato un suo caro amico e business-man.
Secondo il produttore Stephen Hague l'aspetto compositivo del brano è unico nel suo genere, in quanto, pur trattando di un argomento molto pesante come la violenza domestica, è movimentato e ballabile.

## Versioni
Il brano è stato distribuito in due versioni.
L'originale, pubblicata nel 1987, finisce con la ripetizione in dissolvenza dell'ultimo verso del testo, dopo il ritornello: «I will always feel free». Invece, il 94 album mix, caratterizzato da una nuova orchestrazione e incluso nella raccolta (The Best of) New Order sotto il nome di 1963-94, pur non differendo per struttura dalla versione precedente, non presenta l'outro originale, sostituito dalla semplice ripetizione dell'intero ritornello che si dissolve gradualmente.

## Videoclip
Nel videoclip girato per 1963 (qui proposta nel suo '95 Arthur Baker Radio remix), diretto da Gina Birch e prodotto da Michael Shamberg, si vede l'attrice comica Jane Horrocks che si sveglia in una scatola nel bel mezzo di un campo e incomincia a fare l'autostop per andare in città. Da notare che la sua valigia diventa sempre più grande man mano che il filmato procede.

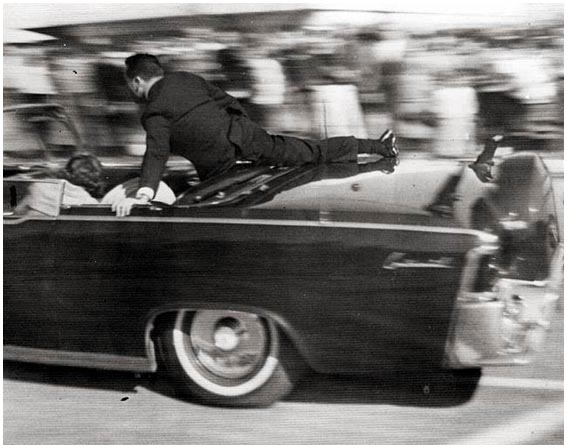
L'assassinio di John Fitzgerald Kennedy

Jane Horrocks in una scena del videoclip

## Lista delle tracce
Testi e musiche di Gillian Gilbert, Stephen Hague, Peter Hook, Stephen Morris e Bernard Sumner eccetto dove indicato.

### CD #1: NUOCD6 (UK & Europe)
1. 1963 (95 Arthur Baker Radio Remix) – 4:04
2. 1963 (94 album version) – 3:47
3. 1963 (Lionrock Full Throttle Mix)[5] – 7:50
4. 1963 (Joe T. Vanelli Dubby Mix) – 7:13

### CD #2: NUCDP6 (UK & Europe) – edizione limitata
1. 1963 (95 Arthur Baker Remix – 5:05
2. Let's Go[6] – 3:56 (Gilbert, Hook, Morris, Summer)
3. Spooky (Nightstripper Mix)[7] – 7:03
4. True Faith (87 Shep Pettibone Remix) – 9:02

### 7": NUO 6 / Cassette: NUOMC 6 (Regno Unito & Europa)
1. 1963 (95 Arthur Baker Radio Remix) – 4:04
2. 1963 (94 album version) – 3:47

### 12": NUOX6 (Regno Unito & Europa)
1. 1963 (Joe T. Vanelli Dubby Mix) – 7:13
2. 1963 (Joe T. Vanelli Light Mix) – 8:59
3. 1963 (Lionrock Full Throttle Mix)[5]
4. 1963 (Lionrock M6 Sunday Morning Mix) – 6:25

## Posizione nelle classifiche
| Classifica (1995)      | Posizione |
| ---------------------- | --------- |
| Official Singles Chart | 21        |
| Irish Singles Chart    | 29        |